# Лумакафтор/ивакафтор
Лумакафтор/ивакафтор — комбинированный лекарственный препарат (торговое наименование «Оркамби», англ. «Orkambi»), используется для лечения наследственного моногенного заболевания муковисцидоз (кистозный фиброз), вызванного мутацией F508del в гомозиготном состоянии.
Лумакафтор (англ. Lumacaftor, VX-809) — лекарственный препарат, действующий по принципу шаперона на белок CFTR в процессе транспортировки синтезированного протеина к клеточной мембране.
Ивакафтор (aнгл. Ivacaftor, VX-770) — лекарственный препарат, потенциатор белка CFTR. Присоединяясь к протеину CFTR, включает и/ или повышает его анионную проводимость.
Принцип действия препарата Лумакафтор основан на связывании с цитоплазматической петлёй 1 (CPL1) белка CFTR, что восстанавливает его сродство к нуклеоид-связывающему домену 1 (NBD1). В нём в 508 позиции расположен отсутствующий у мутантного протеина аминокислотный остаток фенилаланина. Повышение сродства этих цепочек приводит к корректному фолдингу и выводу на цитоплазматическую мембрану мутантного регулятора проводимости, однако не восстанавливает полностью его функцию проводить хлорид-анион. Для данной цели лумакафтор комбинируется с препаратом ивакафтор. Однако из-за связывания с ивакафтором снижается сродство мутантного белка к лумакафтору, и комбинация не показала однозначной клинической эффективности. В результате в 2018 году фирмой-разработчиком была представлеа новая комбинация для лечения пациентов с муковисцидозом, гомозиготных по F508del: тезакафтор/ивакафтор (торговое наименование «Симдеко», англ. «Symdeko») и тройная комбинация для пациентов с хотя бы одной аллелью F508del: элексакафтор/тезакафтор/ивакафтор (торговое наименование «Трикафта», англ. «Trikafta»). Применение корректоров нового поколения частично, но не полностью нивелирует негативный эффект ивакафтора.
Препарат разработан базирующейся в США компанией Vertex Pharmaceuticals, которая в данный момент является эксклюзивным держателем патента на данный и ряд аналогичных препаратов: ивакафтор, тезакафтор, элексакафтор для лечения кистозного фиброза. По оценке, патент сохранит эксклюзивность до конца 2030 года.
Комбинация лумакафтор/ивакафтор относится к группе относительно новых препаратов в лечении муковисцидоза — так называемых корректоров, или модуляторов. В российской терминологии прижился редко встречающийся за рубежом термин «таргетный препарат».
В мае 2021 года препарат «Оркамби» был включен в список препаратов, закупаемых фондом «Круг добра».
В июле 2021 года комиссией Минздрава РФ вынесены рекомендации по включению «Оркамби» в список ЖНЛВП.